# Ecphymacris lofaoshana
Ecphymacris lofaoshana är en insektsart som först beskrevs av Tinkham 1940.  Ecphymacris lofaoshana ingår i släktet Ecphymacris och familjen gräshoppor. Inga underarter finns listade i Catalogue of Life.